# Naheed Nenshi

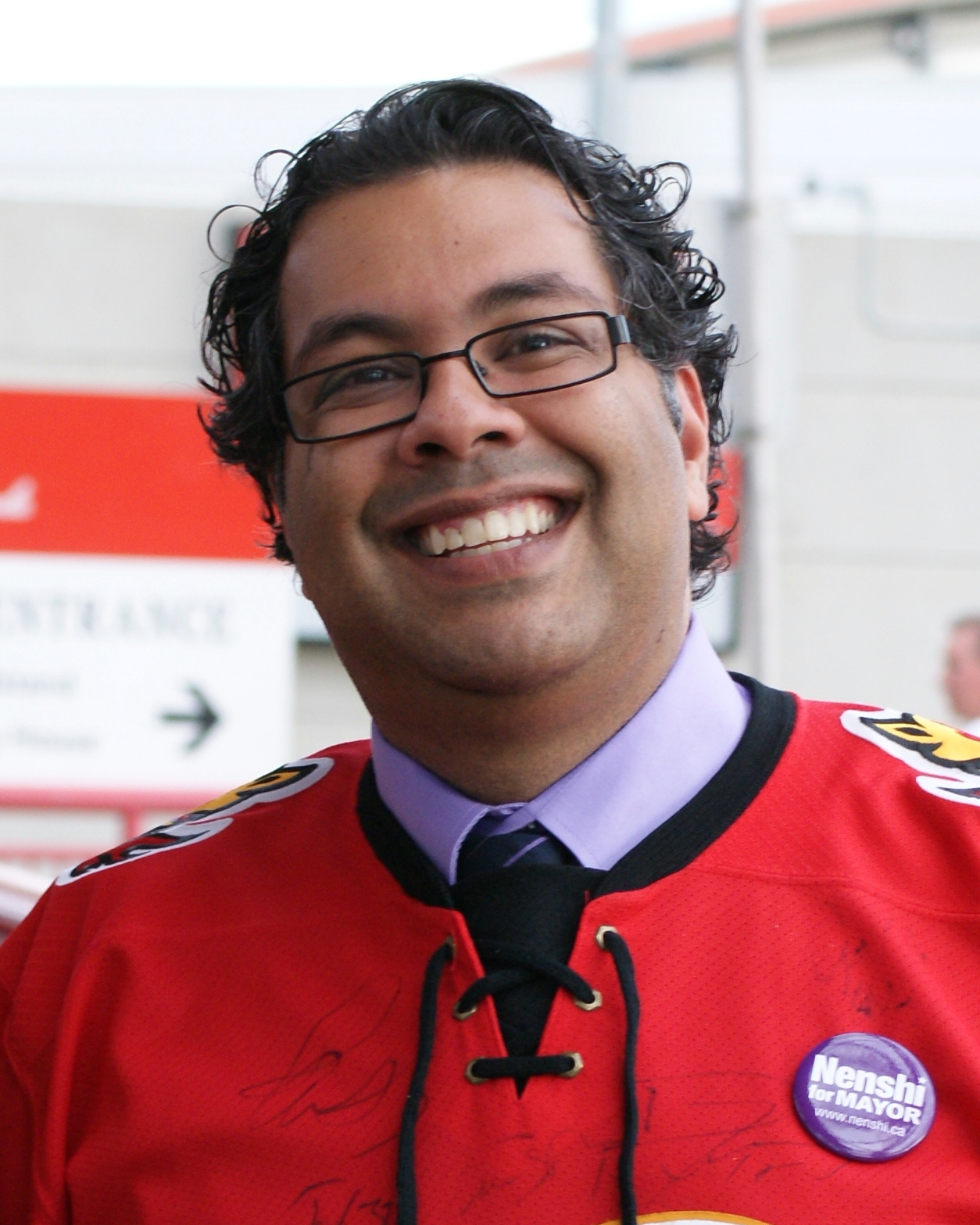
Naheed K. Nenshi

Naheed K. Nenshi (Toronto, 2 februari 1972) is een Canadese politicus, in de verkiezingen van 2010 gekozen tot burgemeester van Calgary.
Nenshi groeide op in Calgary. Zijn ouders immigreerden uit Tanzania. Hij behaalde een master's degree van Harvard, heeft zijn eigen adviesbureau, en was een professor aan Mount Royal Universiteit in Calgary.
Zijn poging in 2004 in de gemeenteraad van Calgary een plaats te winnen mislukte. Voor de verkiezing tot burgemeester in 2010 maakte hij veel gebruik van social media als Facebook en Twitter en bereikte hiermee veel jonge kiezers. Hij won met 40% van de stemmen. De kandidaat op de tweede plaats kreeg 32%.
Nenshi is de eerste burgemeester in Canada met een Ismaili moslim-achtergrond. Dit speelde echter geen enkele rol in de aanloop naar de verkiezingen. Zijn verkiezing wordt beschouwd als een belangrijke verschuiving in het politieke landschap van de provincie Alberta en het karakter van Calgary.
Op 2 februari 2015 werd Nenshi verkozen tot 'Beste burgemeester ter wereld'.